# Son Caliu
Son Caliu, antigament conegut com a Son Anglesola, és un nucli de població costaner situat al municipi de Calvià, a l'illa de Mallorca. El topònim consta identificat, almenys, des del 1884 a l'obra Die Balearen de l'arxiduc Lluís Salvador.